# Šimon Brixi
Šimon Brixi (28. října 1693 Vlkava u Nymburka – 2. listopadu 1735 Praha-Staré Město) byl český varhaník, kantor a hudební skladatel barokního období, jeden z proslulého hudebnického rodu Brixi, ze kterého se nejvíce proslavil jeho syn František Xaver Brixi.

## Život
Šimon se narodil mlynáři Janu Briximu, zapsanému v matrice také jako Procházka a jeho ženě Alžbětě. Nejprve navštěvoval školu v nedalekých Všejanech, kde mu základy hudebního vzdělání poskytl tamní kantor Havel Čejl. Pak studoval v Nymburce, kde se seznámil s rodinou tamního regenschoriho Samuela Černohorského. S jeho synem, později známým barokním skladatelem Bohuslavem Matějem Černohorským ho pak pojilo celoživotní přátelství. V letech 1711–1717 studoval na jičínském jezuitském gymnáziu, odkud pokračoval na pražskou Ferdinandovu univerzitu, kde se zapsal roku 1720. Studia na právnické fakultě ale nedokončil a začal se živit hudbou. Působil jako hudebník v univerzitním kostele Panny Marie před Týnem, později pak jako varhaník a od roku 1727 jako regenschori v kostele svatého Martina ve zdi na Starém Městě Pražském. Od roku 1725 působil jako kantor v tamní farní škole. V tomto kostele byl i pohřben.
V roce 1724 se ve Starých Benátkách oženil s dcerou tamního purkmistra Ludmilou Barborou Fialkovou, oddával je skladatel a kněz-minorita Bohuslav Matěj Černohorský. O rok později byl Brixi propuštěn z poddanství řádu servitů získal staroměstské měšťanství.

## Dílo
Dochovalo se zhruba 30 skladeb (u některých zůstává autorství sporné), z jiných se dochovaly jen názvy v archivních záznamech. Stylově jeho hudba vychází z vrcholně barokní benátské školy, přijímá však také podněty z odlehčeného, pozdně barokního stylu školy neapolské. Ve svých dílech ale užívá i prvky lidové české hudby a nevyhýbal se ani zhudebňování českých textů. Ve své orchestraci používal smyčce, flétny a hoboje, dále také žesťové nástroje a je jedním z prvních českých skladatelů, jenž zařadili lesní rohy do orchestru.
Největší proslulost získal díky hudbě ke vodním slavnostem (Navalis), v barokní době velmi oblíbeným po celé Evropě. V Praze byly slavnosti spojeny s oslavami svátku svatého Jana Nepomuckého (15. května) a mezi lety 1722–1729 byly pravidelně na těchto slavnostech (musicae navales pragenses) pořádaných křižovníky od sv. Františka prováděny Brixiho skladby – figurální Litaniae de Sancto Joanne Nepomuceno, Concertus festivus a závěrečná mariánská antifona Regina coeli.
Patrně nejslavnější skladbou je jeho Magnificat, které bylo vydáno tiskem v edici Musica antiqua bohemica. Dále byly vydány dvě jeho sólové árie - sopránové graduale Tu es Deus a basová antifona Alma redemptoris Mater (Český rozhlas 2019) původně z archivu Ladislava Vachulky.
V archivu Českého muzea hudby je dochován opis Offertoria solemne de Epiphania Domini (fond ABE370, sign. L C 537), Aria de passione (fond ABE370, sign. L C 538) a Loretánských litanií (Litaniae Lauretanae, fond ABE370, sign. L C 536) od zásadského hudebníka Karla Mlejnka.
V katalogu hudebnin oseckého kláštera z 20. let 18. století nalézáme dvě jeho mše, skladby tedy byly prováděny i mimo Prahu. Další opisy jeho skladeb jsou dochovány v Mělníku či Nymburce, tedy v okolí jeho rodiště, ale i v Lipsku.

### Výběr z děl
na latinské texty:
- Magnificat D dur pro smíšený sbor, 2 housle, violu, 2 trubky a varhany – patrné vlivy neapolské školy, zejm. Leonarda Lea a Francesca Durante, obsahuje homofonní sbory a sborové fugy, vokální sóla a duet sopránu s altem. Podle muzikologa Vincenta Straky lze dle pravidelného členění melodií a ráznosti rytmické složky pozorovat v tomto díle již raně klasicistní prvky.[13]
- Te Deum D dur pro smíšený sbor s průvodem nástrojů
- Requiem a moll pro smíšený sbor a varhany
- Alma Redemptoris Mater pro bas, 2 housle a varhany
- Salve Regina Funebralis Simplicitatis pro smíšený sbor, 2 housle a basso continuo
- Veni Sancte Spiritus pro soprán, alt, 2 housle a varhany
- Domine ad adjuvandum nešporní zpěv pro smíšený sbor, 2 housle, 2 klariny a varhany
- Graduale Tu es Deus pro soprán, 2 housle, violu, varhany a violon
- Mše D dur pro smíšený sbor, 2 housle a varhany – části Kyrie, Gloria, Credo, Sanctus, Agnus Dei, prostřední tři části jsou zhudebněny číslovou formou
- Kyrie a Gloria De Nativitate Domini nostri Jesu Christi pro smíšený sbor, 2 housle, 2 lesní rohy a varhany
- Moteto per il Santissimo pro smíšený sbor, 2 housle, 2 trubky a basso continuo
- Litaniae de venerabili Sacramento
- Litaniae de omnibus Sanctis
- Litaniae de Sancto Joanne Nepomuceno in D – dochován pouze zlomek[14]
- Litaniae Lauretanae
- Aria duplex De passione Domini nostri Jesu Christi pro alt, 3 violy a basso continuo
- Cancer preambulans suis junioribus seu pedagogus docens juvenes syllabizare, školní hra
- Arietta de gloriosissima resurrectione Domini nostri Jesu Christi pro soprán

na české texty:
- Vánoční graduale pro smíšený sbor, 2 housle, basso continuo a niněru (parafráze vánoční písně Narodil se Kristus Pán).
- Vesele zpívejme, adventní píseň s doprovodem (2 housle, 2 violy a varhany).
- Offertorium Slyš pak, ty národe, tříkrálové moteto.
- Offertorium k sv. Janu Nepomuckému